# Inzulinszerű növekedési faktor-1
Az inzulinszerű növekedési faktor-1 (IGF-1), más néven szomatomedin C, az inzulinhoz hasonló molekulaszerkezetű hormon, amely fontos szerepet játszik a gyermekkori növekedésben, és felnőtteknél anabolikus hatással bír. Az 1950-es években az IGF-1-et "szulfatációs faktornak" nevezték, mert in vitro serkentette a porcok szulfatációját, az 1970-es években pedig hatásai miatt "nem elnyomható inzulinszerű aktivitásnak" (NSILA).
Az IGF-1 egy fehérje, amelyet emberben az IGF1 gén kódol. Az IGF-1 egyetlen láncban 70 aminosavból áll, három intramolekuláris diszulfidhíddal. Az IGF-1 molekulatömege 7649 dalton. Kutyákban az IGF1 ősi mutációja a játék fenotípus elsődleges oka.
Az IGF-1-et elsősorban a máj termeli. A termelést a növekedési hormon (GH) serkenti. Az IGF-1 nagy része a 6 kötőfehérje (IGF-BP) egyikéhez kötődik. Az IGFBP-1-et az inzulin szabályozza. Az IGF-1 egész életen át termelődik; a legmagasabb IGF-1 termelés a pubertáskori növekedés során jelentkezik. A legalacsonyabb szintek csecsemő- és időskorban fordulnak elő.
Az alacsony IGF-1 szint a szív- és érrendszeri betegségekhez, míg a magas GF-1 szint a rákhoz kapcsolódik. A közepes IGF-1 szint a legalacsonyabb mortalitáshoz kapcsolódik.
Az IGF-1 szintetikus analógját, a mekasermint súlyos IGF-1-hiányban szenvedő gyermekek növekedési zavarának kezelésére használják. A ciklikus glicin-prolin (cGP) az inzulinszerű növekedési faktor-1 (IGF-1) hormon metabolitja. Ciklikus szerkezetű, lipofil természetű, és enzimatikusan stabil, ami kedvezőbb jelöltté teszi az IGF-1 és kötőfehérje közötti kötődési-felszabadulási folyamat manipulálására, ezáltal normalizálva az IGF-1 működését.